# Rémi Venture
Pour les articles homonymes, voir Venture.
Rémi Venture est un tambourinaire, musicologue et poète français d'expression provençale.

## Biographie
Né le 7 mars 1959 à Arles dans une ancienne famille provençale, Rémi Venture est le fils de René Venture, président de la Société des amis du vieil Arles, et de Rosette Venture, cofondatrice du groupe folklorique Lou Velout d'Arle.
Après un diplôme d'études provençales modernes, il soutient un mémoire de maîtrise en histoire à l'université de Provence en 1982, puis est titulaire d'un DEA (diplôme d'études approfondies) en lettres en 1988 . Ayant obtenu le troisième degré de la Fédération folklorique méditerranéenne en 1980, il termine ses études au conservatoire d'Aix-en-Provence en 1985. La même année, il est pensionnaire de la Fondation de Lourmarin Laurent-Vibert. .
Après avoir été en poste à la médiathèque d'Arles de 1985 à 1990, il est de 1990 à 2015 le directeur de la bibliothèque municipale de Saint-Rémy-de-Provence, puis le directeur du patrimoine et de la culture provençale de cette même ville (2016). Il revient à la médiathèque d'Arles comme directeur en 2017.
Membre du Félibrige dès 1975, il devient trésorier (1982) puis sous-syndic (1984) de la maintenance de Provence, avant d'être élu majoral avec la cigale des Alpilles en 1998, succédant ainsi à Julius Estève.
Il préside Lou Prouvençau à l'escolo de 1990 à 1994. Il milite en outre dans plusieurs associations provençalistes, en particulier le Collectif Provence.
Il soutient en 2009 une thèse de doctorat en musicologie à l'université d'Aix-Marseille, De la tradition au folklore : pratique et image du tambourin en Provence de 1864 à la fin du XXe siècle, sous la direction de Bernard Vecchione .
Membre de l'Académie du tambourin, président des Cigaloun arlaten à partir de 1983, et fondateur d'un Comité de défense du tambourin en 1997, il enseigne le galoubet-tambourin au Conservatoire de musique du pays d'Arles. Il a fait partie, en compagnie de son ancien professeur Maurice Guis, de deux ensembles de musique ancienne,Les Musiciens de Provence et Le Concert champêtre. Il devient également instructeur pour la Fédération folklorique méditerranéenne en 1997. Avec Les Musiciens de Provence, il participe en 1983 à l'enregistrement de l'album Les Jeux de la Fête-Dieu d’Aix en Provence : Marin Mersenne, Étienne du Tertre, Jehan Chardavoine (Arion).
Il devient vice-président de la Société des amis du vieil Arles à compter de 1986. Archiviste de la Confrérie des gardians à partir de 1991, membre du comité du museon Arlaten, il est président du jury du prix Mistral depuis 2006. En 2011, il figure au jury pour l'élection de la reine d'Arles.

## Production intellectuelle et littéraire
Parallèlement à ses activités professionnelles, il oriente ses travaux sur la Provence, et son identité, vues au travers de leurs aspects historiques et culturels – patrimoine, musique, littérature, costume, histoire des mentalités et histoire sociale, écrivant par exemple sur l'histoire de son drapeau.

### Controverse autour de Jeanne Calment
En tant que directeur de la médiathèque d'Arles, il prend part en 2019 à la controverse sur Jeanne Calment : il soutient, grâce aux archives de son établissement, qu'elle est bien la doyenne de l'humanité,.

### Musicologie
En 1994, il fait paraître avec Thierry Lefrançois et Maurice Guis le premier ouvrage de synthèse sur Le Galoubet-Tambourin, dont Florence Gétreau souligne qu'il convoque une « somme impressionnante de sources inédites » et estime qu'il en propose une « analyse rigoureuse », tout en déplorant l'absence de bibliographie raisonnée.

### Poésie
Il publie son premier recueil Camin dubert en 1995, que Michel Courty fait figurer dans son Anthologie de la littérature provençale moderne et juge « frémissant de sensibilité et d'un lyrisme discret »,.
Paraît également en 2001 Bessai, qui comprend 27 pièces en vers libres.
Serge Bec relève que sa poésie est « modelée dans la tradition mistralienne », et que marquée par l'espoir, elle vise principalement à « rendre témoignage » de la langue et de l'identité provençales. Elle évoque également la passion de l'auteur pour la tauromachie. Quant à Jean-Claude Roux, il qualifie la langue de l'auteur de « belle, concise, et saturée d'images ».

## Ouvrages
- La Ville d'Arles aux XVIIe et XVIIIe siècles à travers une lignée de notables : les Fassin, Amis du vieil Arles, coll. « Histoire d'Arles », no 2, 1985 (BNF 34877898)  — mémoire de maîtrise en histoire remanié.
- Arles, Marguerittes, Équinoxe, coll. « Métamorphoses », 1989  (ISBN 2-908209-02-0).
- L'Abbaye de Montmajour, Équinoxe, coll. « Le Temps retrouvé », 1990  (ISBN 2-908209-07-1).
- La Confrérie des gardians et sa fête annuelle, Équinoxe, coll. « Le Temps retrouvé », 1992  (ISBN 2-908209-52-7).
- Avec Claude Mauron et Henri Moucadel, Joseph Roumanille, écrivain provençal (1818-1891), Saint-Rémy-de-Provence, bibliothèque Joseph-Roumanille, 1992 (BNF 35556179)  — catalogue d'exposition.
- Avec Maurice Guis, Tambourinaires marseillais de la fin du XVIIIe siècle : l'œuvre des Arnaud, Aix-en-Provence, Académie du tambourin, 1992 (SUDOC 098395653).
- Genèse et destin de l'opéra Mireille : Charles Gounod (1818-1893), bibliothèque Joseph-Roumanille, 1993 (BNF 35849525)  — catalogue d'exposition.
- Avec Maurice Guis et Thierry Lefrançois, Le Galoubet-tambourin : instrument traditionnel de Provence, Aix-en-Provence, Edisud, 1994  (ISBN 2-85744-687-X).
- Camin dubert [Chemins ouverts] : poèmes provençaux, Berre-l’Étang, L'Astrado, coll. « L'Esparganèu », 1995  (ISBN 2-85391-071-7).
- Laus de Julius Esteve, Aix-en-Provence, Félibrige, 1999.
- Avec Nathalie Seisson, Chants provençaux de tradition populaire, Mondragon, Librairie contemporaine, 1999  (ISBN 978-2-905405-17-3).
- Avec Fabienne Laugier et Nicole Niel, Costumes en pays d’Arles : archives familiales, Librairie contemporaine, Montfaucon, 2000  (ISBN 2-905405-20-1)  — catalogue d'exposition.
- Avec Bernard Picon, L'ABCdaire de la Provence, Paris, Flammarion, coll. « ABCdaire », 2000  (ISBN 2-08-012662-8).
- Provence, Paris, Hazan, coll. « France patrimoine », 2001  (ISBN 2-85025-765-6)  — traduit en allemand et en anglais.
- Bessai [Peut-être] : poèmes provençaux, L'Astrado, coll. « L'Esparganèu », 2001  (ISBN 2-85391-090-3).
- Les Objets de Provence, Paris, Le Chêne, coll. « Le Guide du chineur », coll. 2002  (ISBN 2-84277-394-2).
- Éd. de Folco de Baroncelli (préf. Frédéric Jacques Temple), Car mon cœur est rouge : des Indiens en Camargue, Marseille, Gaussen, 2010  (ISBN 978-2-35698-013-7).
- Avec Philippe Blanchet et Jean-Michel Turc, La Provence pour les nuls, Paris, First, 2012  (ISBN 978-2-7540-3378-7)  — réédité en 2016.
- Sang et Or : un drapeau européen pour la Provence, Grans, Collectif Provence, 2014  (ISBN 978-2-9534187-0-5).

## Prix
- Prix de la vocation provençale du musée Louis-Vouland (1983)[22].
- Prix du plus beau livre au salon Musicora (1994) et prix du livre d'art du conseil général des Bouches-du-Rhône (1995) pour Le Galoubet-Tambourin.
- Prix Novo Pouësìo de l'Astrado prouvençalo[2], et prix Bruno-Durand de l'Académie des sciences, agriculture, arts et belles-lettres d'Aix (1995)[23] pour Camin dubert.
- Prix Frédéric-Mistral (2000)[2] pour Bessai[24],[25].
- Grand prix littéraire de Provence (2002) pour l'ensemble de son œuvre[7],[26]